# Hemycorythoderus vaneyeni
Hemycorythoderus vaneyeni är en skalbaggsart som beskrevs av Renaud Maurice Adrien Paulian 1947. Hemycorythoderus vaneyeni ingår i släktet Hemycorythoderus och familjen Aphodiidae. Inga underarter finns listade i Catalogue of Life.